# Лужничке планине
Лужничке планине су веначне планине на југозападниом ободу Лужничке котлине. који се у дужини од 12 km простиру од клисуре Лужнице до Големог камена, и тектонски представљају природни наставак сложене и велике антиклинале Суве планине. Како на овом простору нису откривене подинске стене, а од мезозојских седимената недостају читаве кречњачке серије јуре и креде, геолози су Лужничке планине издвојили као самосталну геолошку јединицу.

## Географске одлике
Почевши од простране и високе површи Валожја (1.420 m) планински венац Суве планине се сужава и полако тоне према југоистоку, кањонској сутесци Ждрело и долини реке Лужнице, да би се према југоистоку наставио венацњм Лужничких планина, који се од клисуре Лужнице, ступњевито пење све до Големог виса (1.451 m), у дужини од 12 km и највећој ширини од око 8 km. Са развођа се дижу заравњени врхови: Чукуља (1.022 m), Равне орнице (1.091 m), Говедарника (1.232 m), Таламбаса (1.255 m), Кусог дела (1.255 m), Чуке (1.315 m) и Големог врха (1.461 m).
Лужничке планинине су двема дубоким клисурастим долинама, Мурговице на североистоку и Тегошнице на југозападу, раздвојене, пружајући се правцем северозапад-југоисток, као и сви планински венци, оне уоквирују Лужничку котлину.

## Геолошка прошлост
У погледу геолошког састава Лужничке планине много се разликују у геолошком саставу, који се одражава и на рељефу Суве планини развијен као крашки, а на Лужничким флувиоденудациони рељеф.
Геолошки састав Лужничких планина веома је једноставан, и сведен само на две врсте стена. Главну масу планине чине јурски и кретацејски флишни седименти, а по њиховом североисточном ободу јављају се и мањи пробоји магматских стена представљених андезитима и дацитима. 
На овом простору нису откривене подинске стене, а од мезозојских седимената недостају читаве кречњачке серије јуре и креде. То је и примарни разлог да Лужничке планине буду издвојене као самостална геолошка јединица. 
Венац Лужничких планина представља природни наставак антиклинале Суве планине па је, према томе, образован у току истих орогенетских циклуса. Постоје, међутим, и одређене неподударности. Лужничке планине су само са североисточне стране огрђене раседом, који је демонстриран вулканским стенама. На другој сграни оне се непосредно наслањају на кристаласту масу Крајишта, од које су одвојене клисуром реке Тегошнице. 
Заплањски расед, који Суву планину прати дуж југозападног обода, раздваја Лужничку потолину од Лужничких планина. Ове чињенице наводе на закључак да су Лужничке планине настале знатно раније, пре таложења кречњачке серије, а да су “алпску тектонску структуру” попримиле касније, у време стварања антиклинале Суве планине, односно, током посткретациских убирања. Лужничке планине су једине у окружењу Лужничке котлине на којима није заступљен крашки рељеф.